# Gareth Barry
Gareth Barry (ur. 23 lutego 1981 w Hastings) – angielski piłkarz występujący na pozycji pomocnika w West Bromwich Albion.

## Kariera piłkarska
Gareth Barry urodził się w Hastings. Jako dziecko uczęszczał do sportowego koledżu o nazwie William Parker. Swoją karierę piłkarską rozpoczął w roku 1996 w szkółce piłkarskiej Brighton & Hove Albion. Zawodową karierę rozpoczął rok później, kiedy to w sierpniu 1997 roku podpisał kontrakt z występującą wówczas w Premier League Aston Villą. W tym samym czasie do drużyny The Villans dołączył inny wychowanek Brighton & Hove Albion - Michael Standing. W drużynie Aston Villi zadebiutował 2 maja następnego roku, kiedy to zagrał w meczu z Sheffield Wednesday. W debiutanckim sezonie wystąpił w jeszcze jednym spotkaniu (10 maja z Arsenalem).
W następnym sezonie Barry stał się jednym z podstawowych piłkarzy swojej drużyny. 15 września 1998 roku pierwszy raz wystąpił w europejskich pucharach. Było to w spotkaniu Pucharu UEFA z Strømsgodset IF. 3 listopada w spotkaniu tych samych rozgrywek z Celtą Vigo otrzymał pierwszą żółtą kartkę. 24 kwietnia 1999 roku strzelił swoją pierwszą bramkę w ligowym spotkaniu z Nottinghamem Forest. 8 maja w przegranym 4:3 meczu z Charltonem Athletic zdobył swoją drugą bramkę. Później nie wystąpił już w żadnym spotkaniu i sezon ten zakończył z 32 ligowymi występami, dwoma pucharowymi oraz trzema w pucharach europejskich a jego klub zajął 6. miejsce w lidze.
W następnym sezonie również nie stracił miejsca w wyjściowej jedenastce. Zaliczył 30 ligowych występów. Sezon rozpoczął 14 września spotkaniem Pucharu Ligi z Chester City a zakończył 20 maja w spotkaniu z Chelsea w ramach Pucharu Anglii. Strzelił jedną bramkę, 29 kwietnia 2000 roku w ligowym pojedynku z Sunderlandem. Jego drużyna tak samo jak przed rokiem zakończyła sezon na szóstym miejscu w tabeli.
2 czerwca 2009 r. przeszedł testy medyczne i za kwotę 12 milionów funtów przeszedł do Manchesteru City. W nowym klubie zadebiutował w spotkaniu z Blackburn Rovers. 20 września w meczu derbowym z Manchesterem United (przegrana 4:3) strzelił pierwszą bramkę dla City.
We wrześniu 2013 r. został wypożyczony do Evertonu.
8 lipca 2014 r. podpisał trzyletni kontrakt z Evertonem.
15 sierpnia 2017 r. przeniósł się do West Bromwich Albion.
25 września 2017 r. został rekordzistą pod względem liczby występów w Premier League - w meczu z Arsenalem Londyn wybiegł na boisko po raz 633. Wyprzedził pod tym względem Walijczyka Ryana Giggsa.
W sierpniu 2020 r. zakończył karierę.

## Kariera reprezentacyjna
Gareth Barry zadebiutował w reprezentacji Anglii 31 maja 2000 r. W 73. minucie towarzyskiego meczu z Ukrainą na Wembley (2:0) zmienił Phila Neville'a.
Wraz z reprezentacją był na Mistrzostwach Europy w 2000 roku. Nie zagrał jednak w żadnym ze spotkań. Zespół prowadzony przez Kevina Keegana zajął trzecie miejsce w grupie A i odpadł z dalszej rywalizacji.
Kolejnym wielkim turniejem, w którym Barry wziął udział, były Mistrzostwa Świata w RPA w 2010 r. Pomocnik zagrał u boku Franka Lamparda w dwóch meczach grupy C, z Algierią (0:0) i Słowenią (1:0) oraz w przegranym spotkaniu 1/8 finału z Niemcami (1:4).
Dwa lata później Barry otrzymał powołanie do angielskiej kadry na Mistrzostwa Europy w Polsce i na Ukrainie. Jednak z powodu kontuzji pachwiny przed turniejem jego miejsce w składzie zajął Phil Jagielka.
Na swoim koncie Barry ma łącznie 53 występy w reprezentacji Anglii, w których strzelił trzy gole (stan z 26 września 2017 r.).